# الضغط المفيد
يُشير مصطلح الضغط الإيجابي الضغط المفيد (بالإنجليزية: Eustress)‏ إلى "الإجهاد المفيد"، سوءًا كان إجهاداً نفسياً أو جسدياً (على سبيل المثال، التمرين)، أو الكيمياء الحيوية / الإشعاعية (الهرمونات).
صاغ هذا المصطلح عالم الغدد الصماء هانز سيلي (1907-1982) في عام 1976؛ إذ دمج البادئة اليونانية -eu التي تعني "مفيد"، وكلمة الضغط stress الإنجليزية، لإعطاء المعنى الحرفي "الضغط المفيد". ويذكر قاموس أوكسفورد الإنجليزي أن أول استخدام للكلمة (في المجال النفسي) يعود إلى عام 1968.
الضغط المفيد هو الاستجابة المعرفية الإيجابية للتوتر، ويُعد حالة صحية، تمنح الشخص شعورًا بالرضا أو المشاعر الإيجابية الأخرى. صاغ سيلي المصطلح ضمن مجموعة فرعية من الإجهاد للتمييز بين مجموعات متنوعة من الضغوطات وحالات التوتر.
لا يُعرف الضغط المفيد من خلال نوع الضغط، ولكن من خلال استجابة الشخص مع تلك الضغوطات (على سبيل المثال، التهديد يُعد ضغطاً سلبياً مقابل التحدي وهو ضغط إيجابي). يشير الضغط المفيد إلى استجابة إيجابية لدى الشخص للضغط، والتي يمكن أن تعتمد على مشاعر الشخص الحالية للسيطرة، ورغبته، وموقعه، وتوقيت الضغوطات. قد تتضمن المؤشرات المحتملة للإجهاد الاستجابة للضغوط من خلال الإحساس بالمعنى أو الأمل أو القوة. ارتبط الضغط المفيد أيضًا ارتباطًا إيجابيًا بالرضا عن الحياة والرفاهية. 

## التعريف
يحدث الضغط المفيد عندما تدفع الفجوة قليلاً بين ما لدى الشخص وما يطمح إليه، يحيث لا يكون الهدف صعباً، ولكن يحتاج من الشخص جهداً للتعامل معه. هذا يعزّز التحدي والتحفيز لأن الهدف يرى في الأفق.
تتمثل وظيفة التحدي في تحفيز الشخص نحو التحسين وتحقيق الهدف. التحدي هو عاطفة مرتبطة بالفرصة تسمح للناس بتحقيق أهدافهم التي لم تتحقق. ويرتبط الضغط المفيد بالأمل والمشاركة النشطة. كما يرتبط ارتباطًا إيجابيًا كبيرًا بالرضا عن الحياة والأمل. يُفترض عادةً أن التعرض للإجهاد المزمن، سواء في شكل ضيق أو توتر، هو أمر سلبي. ومع ذلك، يمكن للضغط البدني أن يعزز الحالة الفسيولوجية من خلال التأثير الإيجابي على العمليات البيولوجية الأساسية المسؤولة في التعافي الجسدي والمناعة .

## القياس
يمكن قياس الإجهاد المهني على مستويات ذاتية مثل نوعية الحياة أو الحياة العملية، وضغط العمل، وموارد التأقلم النفسي، والشكاوى، ومستوى الإجهاد العام، والصحة العقلية . تضمنت الممارسات المنهجية الذاتية مقابلات مع مجموعات التركيز التي تسأل عن الضغوطات ومستوى التوتر. في إحدى الدراسات، طُلب من المشاركين أن يتذكروا حدثًا سابقًا مرهقًا ثم يجيبون على استبيانات حول مهارات التأقلم والرفاهية الوظيفية وتقييم الموقف (عرض الحدث المجهد على أنه تحدٍ أو تهديد).
دُمجت المنهجيات الذاتية الشائعة في نموذج الإجهاد الشامل الذي أنشئ في عام 2007 للإقرار بأهمية الضغط المفيد، لا سيما في مكان العمل. يستخدم هذا النموذج الأمل والتأثير الإيجابي والمعنى والقدرة على الإدارة بوصفهم مقياساً للضغط والحالات النفسية السلبية، والتأثير السلبي والقلق والغضب كمقياس للضيق. كما استخدمت الوسائل الموضوعية وتشمل معدل ضغط الدم وتوتر العضلات ومعدلات التغيب. وبحثت المزيد من الأبحاث الفسيولوجية عن تغيرات الغدد الصم العصبية نتيجة للضغط والضيق. وأظهرت الأبحاث أن هرمونات الهروب والقتال (الكاتيكولامينات) تتغير بسرعة إلى منبهات ممتعة. كما أظهرت الدراسات أن الضغط النفسي والضيق ينتجان استجابات مختلفة في نظام الغدد الصم العصبية، ويعتمد ذلك بشكل خاص على مقدار السيطرة الشخصية التي يشعر بها الشخص على الضغوط.

## المقارنة مع الضيق

منحنى يركيس دودسون للمهمة صعبة

الضيق هو النوع الأكثر شيوعًا وله آثار سلبية، في حين يرتبط الضغط النفسي عادةً بأحداث مرغوبة في حياة الشخص. لقد ميّز سيلي بين الاثنين في مقال نشرها عام 1975. جادل سيلي في هذه المقالة بأن الإجهاد المستمر الذي لا يعلاج من خلال التأقلم أو التكيف يجب أن يُعرف باسم الضيق، وقد يؤدي إلى القلق والانسحاب والسلوك الاكتئابي.
في المقابل، إذا كان التوتر يحسن أداء الشخص، فيمكن اعتباره إجهادًا. ويمكن أن يكون كلاهما ضرائب متساوية على الجسم، وهما يتراكمان بطبيعتهما، اعتمادًا على طريقة الشخص في التكيف مع الضغوط التي تسببت في ذلك. فالجسد لا يستطيع بنفسه أن يميز بين الضيق أو الضغط المفيد. إذ يعتمد التمايز بين الاثنين على إدراك الشخص للتوتر، ولكن يُعتقد أن نفس عامل الضغط قد يسبب كلاً من الإجهاد والضيق. أحد السياقات التي قد يحدث فيها هو الصدمة المجتمعية (على سبيل المثال، الموت الأسود، الحرب العالمية الثانية) والتي قد تسبب ضائقة كبيرة، ولكن أيضًا توتر في شكل صلابة، والتكيف، وتعزيز الشعور بالمجتمع. يوضح قانون يركيس دودسون التوازن الأمثل للضغط مع منحنى الجرس (كما هو موضح في الصورة في أعلى اليمين). ويعزز هذا النموذج من خلال بحث يوضح أن استراتيجيات التكيف العاطفي والتكيف السلوكي مرتبطة بالتغيرات في مستوى الإجهاد المتصور على منحنى يركيس-دودسون. ومع ذلك، أصبح منحنى يركيس-دودسون موضع تساؤل بشكل متزايد. فقد وجدت مراجعة الأدبيات النفسية المتعلقة بأداء العمل أن أقل من 5٪ من الأوراق تدعم المنحنى المقلوب على شكل حرف U بينما وجد ما يقرب من 50٪ علاقة "خطية سلبية" (أي مستوى من الإجهاد يثبط الأداء).

## في مكان العمل
ركزت الكثير من الأبحاث حول الضغط المفيد على وجوده في مكان العمل. ففي مكان العمل، يمكن تفسير الإجهاد في كثير من الأحيان على أنه تحدٍ، والذي يشير عمومًا إلى الإجهاد الإيجابي، أو كعائق، والذي يشير إلى الضيق الذي يتعارض مع قدرة الشخص على إنجاز وظيفة أو مهمة.
ركزت الأبحاث على زيادة الضغط المفيد في مكان العمل، في محاولة لتعزيز ردود الفعل الإيجابية على بيئة مرهقة لا محالة. تهتم الشركات بمعرفة المزيد عن الضغط المفيد وآثارها الإيجابية لزيادة الإنتاجية. يخلق الضغط المفيد بيئة أفضل للموظفين، مما يجعلهم يؤدون أداءً أفضل وأقل تكلفة. فالإجهاد المهني يكلف الولايات المتحدة في مكان ما بين 200 و300 مليار دولار في السنة. وإذا كان هذا بمثابة ضغط بدلاً من ضائقة، فمن المحتمل أن تحتفظ هذه الشركات بجزء من هذه الخسائر ويمكن أن يتحسن الاقتصاد الأمريكي أيضًا. كما رُبط الإجهاد بالأسباب الستة الرئيسية للوفاة: "المرض، والحوادث، والسرطان، وأمراض الكبد، وأمراض الرئة، والانتحار". فإذا مرض العمال و/ أو ماتوا، فمن الواضح أن هناك تكلفة على الشركة في الوقت المرضي وتدريب الموظفين الجدد. من الأفضل أن يكون لديك موظفين منتجين وسعداء. الضغط المفيد ضروري للإنجاز. ترتبط الضغط المفيد بالرفاهية والمواقف الإيجابية، وبالتالي تزيد من أداء العمل.
يميل العلماء الآخرون ضمن حركة السلوك التنظيمي الإيجابي إلى تقليل أهمية المزايا الأدائية للضغط المفيد على المؤسسات. إذ يعتقد هؤلاء العلماء أن الإدارة من أجل الضغط المفيد يُنظر إليها على أنها وسيلة لتحسين رفاهية العمال أكثر من التلاعب بالأداء / الدافع / البحث عن الربح. ويؤكد خط الاستكشاف هذا على تقليل الضيق وتحسين الإجهاد. كما يلاحظ هؤلاء العلماء بوضوح أن فائدة الإجهاد لها حدود، وأن الضغوط الإيجابية التي أختبرت في حالة ارتفاع كبير جدًا من السعة أو لفترات طويلة يمكن أن تؤدي إلى ضائقة فردية.
لقد استخدمت تقنيات مثل تدخلات إدارة الإجهاد (SMI) بهدف زيادة الإجهاد المهني، وغالبًا ما تدمج تدخلات إدارة الإجهاد أساليب التمرين والتأمل والاسترخاء لتقليل الضيق وزيادة التصورات الإيجابية للتوتر في مكان العمل. وبدلاً من تقليل التوتر في مكان العمل، تحاول تقنيات تدخلات إدارة الإجهاد زيادة الضغط مع ردود الفعل الإيجابية للمحفزات المجهدة. العمل ضمن إطار التحدي والعوائق، تركز التدخلات الأولية الإيجابية على ربط الضغوطات بتحقيق الأهداف والتنمية الشخصية.

## الكفاءة الذاتية
يستند الضغط المفيد في المقام الأول على التصورات. إنها الطريقة التي تدرك بها موقفك المعين الخاص، وكيف تدرك المهمة المحددة لك. إنه ليس ما يحدث بالفعل، بل هو تصور الشخص لما يحدث. وبالتالي يرتبط الضغط المفيد بالفعالية الذاتية . الكفاءة الذاتية هي حكم الشخص على كيفية تنفيذ المهمة أو العمل أو الدور المطلوب. وتعد بعض العوامل المساهمة هي معتقدات الشخص حول فعالية خياراته لمسارات العمل وقدرته على أداء تلك الإجراءات. فإذا كان الشخص يعاني من انخفاض الكفاءة الذاتية، سيرى أن الطلب مؤلم أكثر من كونه مجهدًا لأن المستوى المدرك لديه أقل. وعندما يتمتع الشخص بكفاءة ذاتية عالية، يمكنه تحديد أهداف أعلى ويكون الدافع لتحقيقها. الهدف إذن هو زيادة الكفاءة الذاتية والمهارة من أجل تمكين الناس من زيادة الإجهاد.

## التركيز والإنسيابية
عندما يقييم الشخص موقفاً ما على أنه مرهق، فإنه يضيف تسمية للضيق أو الضغط النفسي إلى الحالة التي أمامه. فإذا كان الموقف يؤدي إلى الإجهاد، فقد يشعر الشخص بالدافع ويمكن أن يواجه التركيز. ابتكر عالم النفس الإيجابي، ميهالي تشيكسينتميهالي، هذا المفهوم الذي يوصف بأنه اللحظات التي يكون فيها الشخص منغمسٌ تمامًا في نشاط ممتع دون وعي بالبيئة المحيطة. التركيز هو حالة منتجة للغاية حين يجربها الشخص، وعناصرها الأساسية هي الانغماس والمتعة والدافع الداخلي.
التركيز هي "تجربة الضغط المفيد المطلقة" المثال الأبرز للضغط المفيد". وصف هارغروف ونيلسون وكوبر الضغط المفيد بأنها تركز على تحدي، حاضر تمامًا ومبهج، ويعكس تقريبًا تعريف التركيز. يعتبر التركيز تجربة ذروة أو "أكثر اللحظات بهجة وسعادة وسعادة في حياتك". يعتمد هارجروف وبيكر وهارجروف على هذا العمل من خلال نمذجة التدخلات الإيجابية التي قد تؤدي إلى الازدهار والاستمتاع.

## العوامل
ثمة العديد من العوامل التي قد تزيد أو تقلل من فرص الشخص في الضغط المفيد، ومن خلال الشعور بالتدفق.
- يتأثر الإجهاد أيضًا بالميول الوراثية وتوقعات المجتمع. وبالتالي، يمكن أن يكون الشخص بالفعل في ميزة أو عيب معين تجاه تجربة الإجهاد.[29]
- إذا كان الشخص يستمتع بتجربة أشياء جديدة ويعتقد أن لها أهمية في العالم، فمن المرجح أن يجرب التركيز .[30]
- يرتبط التركيز سلبًا بالتوجيه الذاتي، أو الشعور الشديد بالاستقلالية.[30]
- ترتبط المثابرة بشكل إيجابي بالتركيز وترتبط ارتباطًا وثيقًا بالدوافع الذاتية.[30]
- الأشخاص الذين لديهم موضع تحكم داخلي لديهم فرصة متزايدة للتركيز لأنهم يعتقدون أنه يمكنهم زيادة مستوى مهاراتهم لمطابقة التحدي.[31]
- ومع ذلك، فإن الكمال يرتبط سلبًا بالتركيز. يقلل الشخص من شأن مستويات مهاراته، مما يجعل الفجوة كبيرة جدًا، ويرى أن التحدي أكبر من أن يواجه التركيز.[27] ومع ذلك، على الطرف الآخر من السعي للكمال، هناك فرص متزايدة للتركيز.
- التسويف النشط يرتبط بشكل إيجابي بالتركيز. من خلال تأخير العمل بنشاط، يزيد الشخص من التحدي. ثم بمجرد مطابقة التحدي مع مستويات المهارة العالية للشخص، يمكن للشخص تجربة التركيز. وأولئك الذين يؤجلون بشكل سلبي أو يماطلون ليس لديهم نفس هذه التجارب. فقط من خلال التسويف الهادف يكون الشخص قادرًا على زيادة التحدي.[32]
- المنظور الذهني هو عامل مهم في تحديد الضيق مقابل الإجهاد. الأشخاص المتفائلون وذوو الثقة العالية بالنفس يساهمون في تجارب الإجهاد.[33] تزيد العقلية الإيجابية من فرص الضغط المفيد والاستجابة الإيجابية للضغوط. في الوقت الحالي، فإن المنظور السائدة تجاه التوتر هي أن التوتر منهك. ومع ذلك، يمكن تغيير المنظور الذهني تجاه التوتر.

## أنظر أيضا
- الضائقة هو نقيض الضغط المفيد.
- هانز سيلي، الذي أسس نظرية الضغط هذه.